# Tramlijn Castricum - Bakkum
De tramlijn Castricum - Bakkum is een voormalige paardentramlijn en later elektrische tramlijn tussen het station van Castricum en Provinciaal Ziekenhuis Duin en Bosch in Bakkum.

## Ingebruikname ziekenhuis
Duin en Bosch werd in het eerste decennium van de 20e eeuw gepland als tweede provinciaal krankzinnigengesticht aangezien het bestaande gesticht "Meerenberg" onvoldoende ruimte bood. In de duingronden van H.K.H. Prinses zu Wied werd een geschikt terrein gevonden met een oppervlakte van 82 hectare. Tegelijk werd mogelijkheid gevonden om dit terrein te verbinden met station Castricum. Rond 1904 werd begonnen met de aanleg van een emplacement in Castricum en een spoor tot aan de kolenopslag aan de rand van het ziekenhuis. Het ziekenhuis werd uiteindelijk in 1909 volledig in gebruik genomen.

## Ingebruikname
Pas in 1912 werd besloten om een paardentramlijn aan te leggen tussen het station en het gesticht, nadat gebleken was dat de afstand toch wat groot was om telkens te lopen en andere mogelijkheden geen soelaas boden.
Hiervoor werd de bestaande lijn tot aan de kolenopslag met 500 meter verlegd en verlengd tot aan het Oeconomiegebouw (administratiegebouw) van het gesticht waar ook een remise werd gebouwd. Daarnaast werd een zijtak aangelegd naar het centrale ketelhuis. Bij station Castricum werd een spoor aangelegd vanaf het emplacement tot naast het perron van de treinen naar Amsterdam en Alkmaar.
De lijn werd op 30 november 1914 in gebruik genomen als paardentram, toen de grond tussen de rails was bestraat en daarmee geschikt was gemaakt om met paarden over heen te lopen.

## Exploitatie
Vanaf het begin reden de trams in aansluiting op de aankomende en vertrekkende treinen. Dit waren er op dat moment ongeveer 13 per dag. De ritduur was 8 minuten. Bij grote drukte werd er met twee gekoppelde rijtuigen gereden, getrokken door twee paarden. Voor personeel en familie daarvan waren voor 3 cent kaartjes verkocht, voor bezoekers was dit een stuiver (5 cent).
Tegen het einde van de Eerste Wereldoorlog ontstonden er problemen met de exploitatie van de paardentram. Door een grote stijging van de prijzen voor paardenvoer werd het onrendabel om de dienst met paarden uit te voeren. Dit probleem speelde bij veel paardentrambedrijven die daardoor werden opgeheven of wisselden van tractievorm naar bijvoorbeeld de tractortram. In Castricum werd besloten om een van de rijtuigen voorzien van een elektromotor en de baan van bovenleiding.

## Materieel

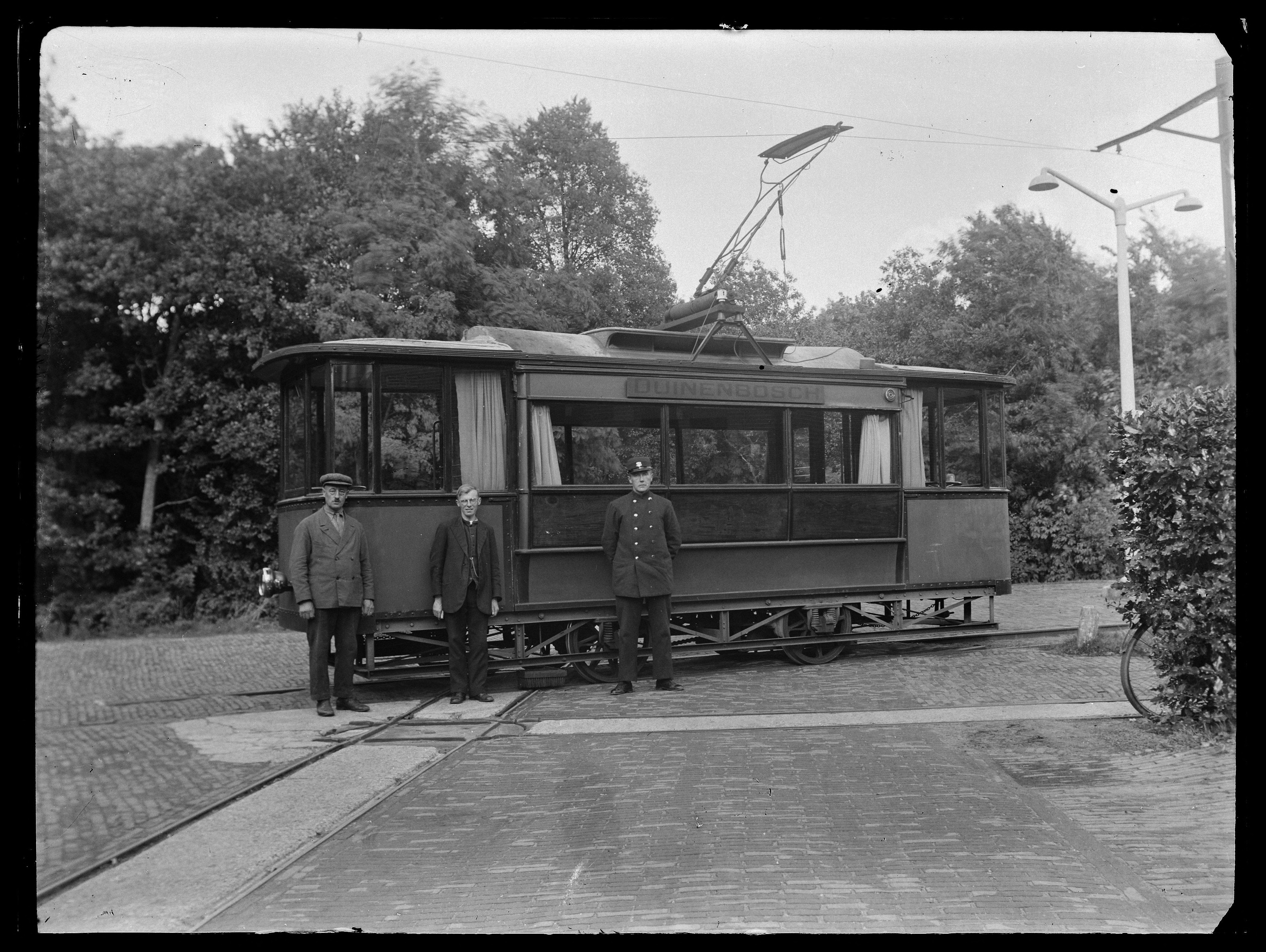
Het elektrische motorrijtuig.

Voor de dienst waren na een bezoek aan de Amsterdamse remise Tollensstraat door de directeur van het gesticht in april 1913 een tweetal Amsterdamse paardentrams aangekocht. Bronnen hebben het hier over de voormalige 62 (uit 1880) en 39 (uit 1877) die werden vernummerd als 1 en 2. Deze wagens werden op 10 november 1913 per trein naar Castricum vervoerd. In 1920 werd een van deze wagens voorzien van een elektrische uitrusting (220 volt) en beugel. Daarnaast werd het onderstel verlengd en verstevigd. Aan een zijde van de tram werden de ingangen dichtgemaakt. De baan werd voorzien van bovenleiding en zo werd deze dienst elektrisch gereden. Om de bovenleidingportalen zo min mogelijk te belasten werd de rijdraad niet in het midden van het spoor geplaatst, maar boven een van de rails. De overgebleven bijwagen werd in 1935 gesloopt of werd gebruikt als bloemenhuisje op het ziekenhuisterrein, de motorwagen in 1938.

## Einde
Op 1 oktober 1935 werd de dienst van maandag tot zaterdag gestaakt, toen het aantal bezoekers aan het ziekenhuis op deze dagen te gering was om de dienst in stand te houden, alleen op zondag bleef de resterende motorwagen rijden. Toen in juni 1938 deze motorwagen defect raakte is de dienst gestaakt en werd voortaan uitgevoerd als busdienst door N.V. De Zeemeeuw. Hoewel de tram weer werd hersteld bleek de busdienst te voldoen en werd er niet meer met de tram gereden. Het spoor bleef nog tot 1962 in gebruik voor het vervoer van kolenwagens. De tramremise is na het verdwijnen van de tram afgebroken en weer opgebouwd bij de bouwkundige dienst op het terrein. Het is een rijksmonument.

## Smalspoor
Op het terrein van het ziekenhuis lag tot de Tweede Wereldoorlog ook een uitgebreid smalspoornetwerk (met een spoorwijdte van 700 mm) voor het vervoer van voedsel en wasgoed.